# Путришковский сельсовет
Путришковский сельсовет (бел. Путрышкаўскі сельсавет) — административная единица на территории Гродненского района Гродненской области Белоруссии.

## История
24 апреля 2008 года в состав Гродно вошли деревни Аульс, Островок-2, Грандичи, Девятовка, Кульбаки, Лапенки, Малыщина, Подкрыжаки, Понемунь и часть территорий деревень Дуброва, Заболоть, Зарица и Чещавляны.

## Состав
Путришковский сельсовет включает 15 населённых пунктов:
- Большая Каплица — деревня.
- Зарица — деревня.
- Каменная Русота — деревня.
- Куколи — деревня.
- Малая Каплица — деревня.
- Островок-1 — деревня.
- Первое Мая — деревня.
- Пригодичи — деревня.
- Путришки — агрогородок.
- Русота — деревня.
- Чещавляны — деревня.
- Щечиново — деревня.
- Яловщина — деревня.